# بی‌پروا (ترانه مدیسون بییر)
«بی‌پروا» (به انگلیسی: Reckless) ترانه‌ای از خوانندهٔ آمریکایی مدیسون بییر می‌باشد که در ۴ ژوئن سال ۲۰۲۱ از سوی اپیک و سینگ ایت لود به‌عنوان تک‌آهنگ اصلی دومین آلبوم استودیویی وی تحت عنوان سکوت میان ترانه‌ها (۲۰۲۳) منتشر گردید.

## ترکیب‌بندی
با توجه به گفتهٔ بییر، «بی‌پروا» دربارهٔ این است که «برای بعضی‌ها در رابطه‌ها چقدر راحت است که به دیگران آسیب بزنند و بدون هیچ احساس گناهی ادامه بدهند.» او در نوشتن و تهیه‌کنندگی این تک‌آهنگ نیز نقش داشته است.
آدما قدرت زیادی روی احساسات شریک عاطفی‌شون دارن، و با این وجود خیلی‌ها هنوز تصمیم می‌گیرن با بی‌توجهی با هم رفتار کنن. من باور دارم که بین اهمیت‌دادن به خودمون و احساسات‌مون، و در عین حال پذیرفتن مسئولیت احترام، مهربونی و درک متقابل نسبت به دیگران، باید تعادلی وجود داشته باشه. پیدا کردن این تعادل توی هر رابطه‌ای خیلی مهمه — و همین‌طور دونستن این‌که اگه این تعادل ممکن نیست، وقتشه که از اون رابطه رد بشیم.— مدیسون بییر، ان‌ام‌ئی

## بازخوردها
بی‌‎پروا پس از انتشار با بازخوردهای مثبتی روبه‌رو شد. کلش این قطعه را «...نمونه‌ای شگفت‌انگیز از ترانه‌سرایی پاپ پخته و بالغ» توصیف کرد. همچنین هایپ‌بی نوشت که این اثر «صدای آرامش‌بخش و خاص مدیسون بییر را به‌خوبی به نمایش می‌گذارد.»